# Cheer Boys!!
Cheer Boys!! (チア男子！！?, Chia danshi!!) è un romanzo giapponese spokon dedicato al judo di Ryō Asai pubblicato da Shūeisha il 5 ottobre 2010. Due adattamenti manga hanno avuto inizio rispettivamente nel 2011 e 2016, mentre un adattamento anime, prodotto da Brain's Base e acquistato in Italia da Yamato Video, è stato trasmesso tra il 5 luglio e il 27 settembre 2016.

## Trama
Migliori amici sin dall'infanzia, Haruki Bandō e Kazuma Hashimoto lasciano il club di judo all'università per provare qualcosa di non convenzionale e innovativo: dare vita a una squadra di cheerleading maschile. Inizialmente incerti sul da farsi, la loro determinazione crescerà e vincerà sull'imbarazzo dopo che si uniranno a loro altri cinque ragazzi, grazie ai quali formeranno un team completo. Ciò che segue saranno dunque le loro attività quotidiane mentre si allenano da questo momento in poi, ben intenti a fare della loro passione di più che un semplice capriccio e raggiungere un livello professionale.

## Personaggi
Haruki Bandō (坂東晴希?, Bandō Haruki)
Doppiato da: Yūki Yonai
Kazuma Hashimoto (橋本一馬?, Hashimoto Kazuma)
Doppiato da: Nobuhiko Okamoto
Shō Tokugawa (徳川翔?, Tokugawa Shō)
Doppiato da: Yūki Ono
Wataru Mizoguchi (溝口渉?, Mizoguchi Wataru)
Doppiato da: Tomokazu Sugita
Kōji Tōno (遠野浩司?, Tōno Kōji)
Doppiato da: Yū Hayashi
Sōichirō Suzuki (鈴木総一郎?, Suzuki Sōichirō)
Doppiato da: Kōsuke Kuwano
Gen Hasegawa (長谷川弦?, Hasegawa Gen)
Doppiato da: Katsuyuki Konishi

## Media

### Manga
Un primo adattamento manga, disegnato da Ayaka Matsumoto, è stato serializzato sulla rivista Cookie di Shūeisha dal 25 giugno 2011 al 26 marzo 2013. I vari capitoli sono stati raccolti in quattro volumi tankōbon, che sono stati pubblicati tra marzo 2012 e dicembre 2013.
| Nº | Data di prima pubblicazione | Data di prima pubblicazione | Data di prima pubblicazione |
| Nº | Giapponese                  | Giapponese                  |                             |
| -- | --------------------------- | --------------------------- | --------------------------- |
| 1  | marzo 2012                  | ISBN 978-4-08-867191-8      |                             |
| 2  | luglio 2012                 | ISBN 978-4-08-867213-7      |                             |
| 3  | febbraio 2013               | ISBN 978-4-08-867256-4      |                             |
| 4  | dicembre 2013               | ISBN 978-4-08-867303-5      |                             |

Un secondo adattamento manga a cura di Ken'ichi Kondō, intitolato Cheer danshi!! Go Breakers (チア男子！！-GO BREAKERS-?, Chia danshi!! Go Breakers), ha iniziato la serializzazione sull'app Shōnen Jump+ sempre di Shūeisha il 4 aprile 2016. Un volume tankōbon è stato pubblicato il 4 luglio 2016.
| Nº | Data di prima pubblicazione | Data di prima pubblicazione | Data di prima pubblicazione |
| Nº | Giapponese                  | Giapponese                  |                             |
| -- | --------------------------- | --------------------------- | --------------------------- |
| 1  | 4 luglio 2016               | ISBN 978-4-08-880739-3      |                             |

### Anime
Un adattamento anime, prodotto da Brain's Base e diretto da Ai Yoshimura, è andato in onda dal 5 luglio al 27 settembre 2016. Le sigle di apertura e chiusura sono rispettivamente Hajime no ippo (初めの一歩? lett. "Il primo passo") dei Luck Life e Limit Breakers dei Breakers. In Italia gli episodi sono stati trasmessi da Yamato Video prima in streaming in simulcast su YouTube e poi dal 6 dicembre 2016 al 7 marzo 2017 in TV su Man-ga, mentre in altre parti del mondo i diritti sono stati acquistati da Funimation. Due episodi OAV sono stati pubblicati insieme al quarto volume DVD/BD dell'edizione home video della serie il 22 dicembre 2016.

#### Episodi
| Nº  | Titolo italiano Giapponese 「Kanji」 - Rōmaji                                       | In onda           | In onda          |
| Nº  | Titolo italiano Giapponese 「Kanji」 - Rōmaji                                       | Giapponese        | Italiano         |
| 1   | Si alza il sipario 「幕が上がる」 - Maku ga agaru                                   | 5 luglio 2016     | 6 dicembre 2016  |
| 2   | Il primo cheer smile 「始まりのチアスマイル」 - Hajimari no chia sumairu            | 12 luglio 2016    | 13 dicembre 2016 |
| 3   | Risjiro, il settimo 「七人目のリスジロー」 - Nananinme no Risujirō                  | 19 luglio 2016    | 20 dicembre 2016 |
| 4   | Ciò che vorrei rompere 「壊したいもの」 - Kowashitai mono                           | 26 luglio 2016    | 3 gennaio 2017   |
| 5   | Let's go Breakers! 「LET'S GO BREAKERS!」                                           | 2 agosto 2016     | 10 gennaio 2017  |
| 5.5 | Il panorama visto in sette 「七人で見た景色」 - Nananin de mita keshiki             | 9 agosto 2016     | 17 gennaio 2017  |
| 6   | Restart 「RE.START」                                                                | 16 agosto 2016    | 24 gennaio 2017  |
| 7   | Deformazione 「歪み」 - Yugami                                                      | 23 agosto 2016    | 31 gennaio 2017  |
| 8   | L'alba di un legame 「絆のご来光」 - Kizuna no goraikō                              | 30 agosto 2016    | 7 febbraio 2017  |
| 9   | Le lacrime del sole 「太陽の涙」 - Taiyō no namida                                  | 6 settembre 2016  | 14 febbraio 2017 |
| 10  | Quello che avrei voluto dirti 「君に伝えたかったこと」 - Kimi ni tsutaetakatta koto | 13 settembre 2016 | 21 febbraio 2017 |
| 11  | Bittersweet Valentine 「ビタースイート・バレンタイン」 - Bitāsuīto Barentain        | 20 settembre 2016 | 28 febbraio 2017 |
| 12  | Cheer Boys!! 「チア男子！！」 - Chia danshi!!                                       | 27 settembre 2016 | 7 marzo 2017     |